# Karłowice Wielkie
Karłowice Wielkie (deutsch Groß Carlowitz, 1936–1945 Groß Karlshöh) ist ein Dorf der Landgemeinde Kamiennik im Powiat Nyski in der Woiwodschaft Opole in Polen.

## Geographie
Das Straßendorf Karłowice Wielkie liegt im Südwesten der historischen Region Oberschlesien, etwa fünf Kilometer südöstlich des Gemeindesitzes Kamiennik, etwa 14 Kilometer nordwestlich der Kreisstadt Nysa und etwa 63 Kilometer südwestlich der Woiwodschaftshauptstadt Opole in der Nizina Śląska (Schlesische Tiefebene).
Nachbarorte von Karłowice Wielkie sind im Norden Kłodobok (Klodebach), im Osten Słupice (Schlaupitz), im Süden Rysiowice (Reisewitz) und im Westen Karłowice Małe (Klein Carlowitz).

## Geschichte

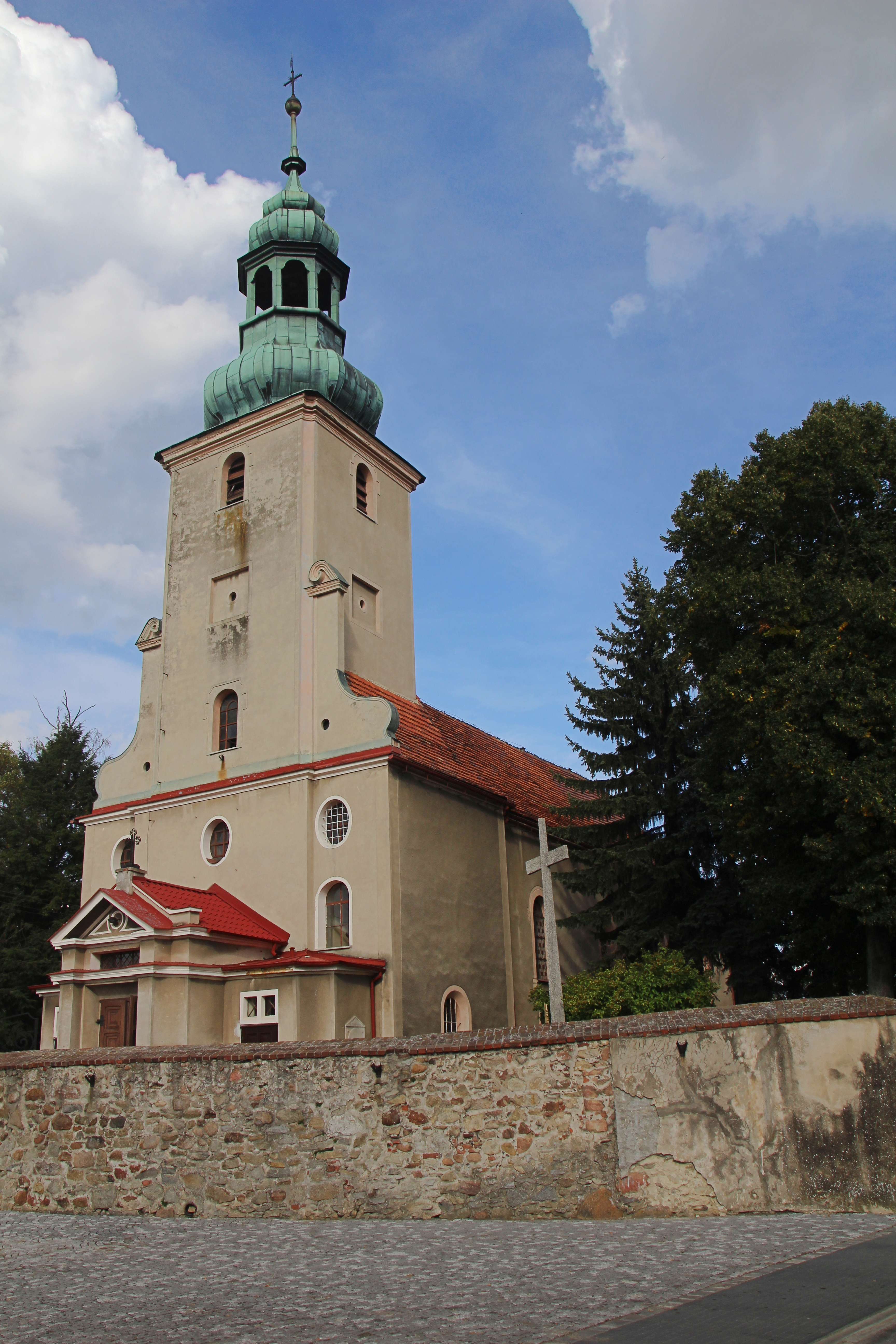
Kirche St. Maria-Magdalena

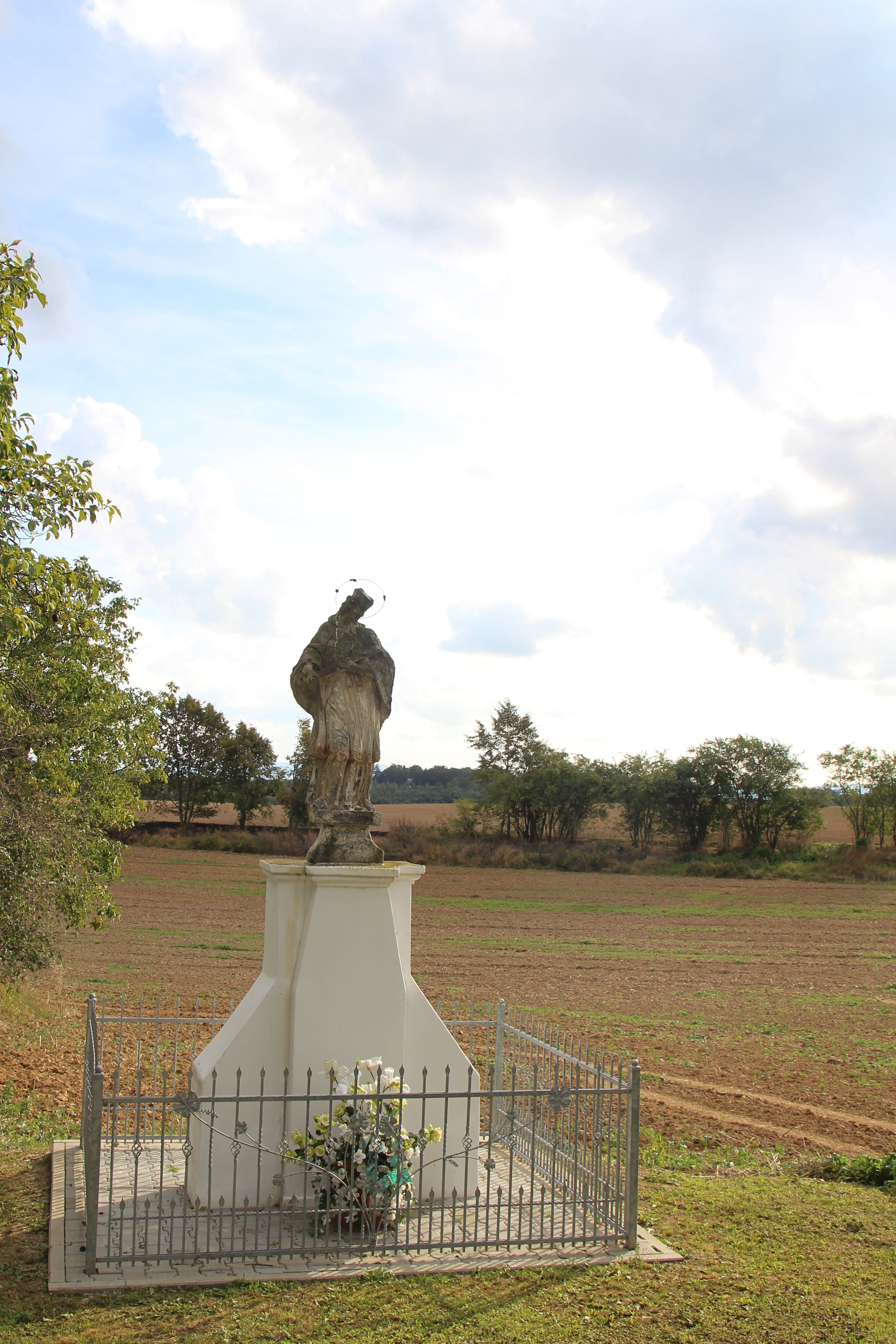
Nepomukstatue

Das Dorf wurde erstmals im Jahr 1244 anlässlich der Einweihung der Dorfkirche durch den Breslauer Bischof Thomas I. urkundlich erwähnt. Ab dem Jahr 1290 gehörte es zum Fürstentum Neisse. Im Liber fundationis episcopatus Vratislaviensis aus den Jahren 1295–1305 ist die Schreibweise Karlovitz belegt. 1372 ist die Schreibweise Carlowicz überliefert.
Nach dem Ersten Schlesischen Krieg 1742 fiel Groß Carlowitz mit dem größten Teil Schlesiens an Preußen.
Nach der Neuorganisation der Provinz Schlesien gehörte Groß Carlowitz zum Landkreis Grottkau im Regierungsbezirk Oppeln. 1845 bestanden im Dorf eine katholische Pfarrkirche, eine Scholtisei, ein Vorwerk sowie 30 weitere Häuser. Die Anzahl der Einwohner wird damals mit 197 angegeben, allesamt katholisch. 1855 waren es 184 Einwohner. 1865 bestanden im Ort zwei Bauern-, 13 Gärtner- und sechs Häuslerstellen. Die dreiklassige katholische Schule wurde im gleichen Jahr von 300 Schülern besucht. 1874 wurde die Landgemeinde Groß Carlowitz in den Amtsbezirk Klodebach eingegliedert, zu dem auch die Landgemeinden Kasischka, Klodebach und Zauritz sowie die Gutsbezirke Groß Carlowitz, Kasischka, Klodebach und Zauritz gehörten. 1885 zählte Groß Carlowitz 257 Einwohner.
1933 lebten in Groß Carlowitz 404 Menschen. Am 22. Juli 1936 wurde der Ort im Zuge einer Welle von Ortsumbenennungen der NS-Zeit in Groß Karlshöh umbenannt. 1939 zählte Groß Karlshöh 415 Einwohner. Bis Kriegsende 1945 gehörte der Ort zum Landkreis Grottkau.
Als Folge des Zweiten Weltkriegs fiel Groß Karlshöh 1945 wie der größte Teil Schlesiens unter polnische Verwaltung. Nachfolgend wurde es in Karłowice Wielkie umbenannt und der Woiwodschaft Schlesien angeschlossen. Die deutsche Bevölkerung wurde weitgehend vertrieben. 1950 wurde es der Woiwodschaft Oppeln eingegliedert. 1999 kam der Ort zum wiedergegründeten Powiat Nyski.

## Sehenswürdigkeiten
- Die römisch-katholische Kirche St. Maria-Magdalena (polnisch Kościół św. Marii Magdaleny) wurde 1758 im barocken Stil erbaut. Bereits seit 1244 ist an gleicher Stelle eine Kirche bezeugt. Die Kirche steht seit 1966 unter Denkmalschutz.[8]
- Friedhof mit teils erhaltenen Gräbern aus der Zeit vor 1945
- Statue des böhmischen Landesheiligen Johannes von Nepomuk
- Hölzernes Wegkreuz

## Persönlichkeiten
- Eduard von Grützner (1846–1925), deutscher Genremaler.